# The Pussycat Dolls
The Pussycat Dolls fue un grupo de chicas y conjunto de danza estadounidense, fundado en Los Ángeles, California, por la coreógrafa Robin Antin en 1995 como una compañía burlesque. Por sugerencia de Jimmy Iovine, Antin decidió convertir la compañía burlesque en un grupo pop. Antin negoció un contrato discográfico con Interscope Geffen A&M Records en 2003, convirtiendo al grupo en una franquicia musical compuesta por Nicole Scherzinger, Carmit Bachar, Ashley Roberts, Jessica Sutta, Melody Thornton y Kimberly Wyatt. Su sencillo debut, «Sway», apareció en la banda sonora de la película de 2004 ¿Bailamos?.
Las Pussycat Dolls lograron un éxito mundial con los sencillos «Don't Cha», «Stickwitu», «Buttons» y su álbum debut multiplatino PCD (2005). Sin embargo, a pesar de su éxito comercial, el grupo estuvo plagado de conflictos internos debido al énfasis en Nicole, la vocalista principal del grupo, y el trato subordinado hacia los demás miembros. La salida de Bachar del grupo precedió al lanzamiento de su segundo y último álbum de estudio Doll Domination (2008), que contiene los exitosos sencillos «When I Grow Up», «I Hate This Part» y «Jai Ho! (You Are My Destiny)». Tras finalizar su gira mundial de 2009, el grupo hizo una pausa y se disolvió por completo en 2010. La formación de grabación original, menos Thornton, anunció su reunión en 2019 con una próxima gira y un nuevo álbum. Sin embargo, con el empeoramiento de la situación derivada de la pandemia de COVID-19, junto con incumplimientos de contratos y problemas logísticos, la gira de reunión fue cancelada en 2022, dejando incierto el destino del grupo.
La marca Pussycat Dolls se diversificó en productos, programas de telerrealidad, un acto en Las Vegas, patrocinio de productos, grupos de grabación derivados (Girlicious, Paradiso Girls, G.R.L.) y otros negocios. Billboard clasificó a las Pussycat Dolls como el 80.º acto musical más exitoso de la década de 2000. El grupo ha vendido 55 millones de discos en todo el mundo, lo que los convierte en uno de los grupos de chicas más vendidos de todos los tiempos. En 2012, las Pussycat Dolls ocuparon el puesto 100 en la lista de las 100 mujeres más grandes de la música de VH1 y el décimo grupo exclusivamente de chicas.

## Historia

### 1995-2002: inicios como grupo de danza burlesque
Antin comenzó a explorar la idea de un grupo de danza burlesque moderna durante 1990 con Carla Kama y Christina Applegate como intérpretes. El grupo comenzó a actuar en 1995, con un repertorio de estándares de música popular de los años 50 y 60, vestidos con lencería o trajes pin-up antiguos. Consiguieron una residencia los jueves por la noche en un club nocturno de Los Ángeles, The Viper Room, donde permanecieron de 1995 a 2001. Aparecieron brevemente en las películas de 1998 Matters of Consequence (bailando «Hub Caps and Tail Lights» de Henry Mancini y «When Your Lover has Gone» de Keely Smith) y The Treat (dirigida por Jonathan Gems). De 1995 a 2003 hubo numerosos vocalistas invitados y muchos cambios en el personal de baile.
La compañía recibió una cobertura de prensa más amplia durante junio de 1999, cuando Playboy presentó una sesión fotográfica de Pussycat Dolls, en la que al menos siete miembros contemporáneos posaban semidesnudas (Kasey Campbell, Kiva Dawson, Antonietta Macri, Erica Breckels, Katie Bergold, Erica Gudis y Lindsley Allen). Tres años más tarde, las Pussycat Dolls se mudaron al Roxy Theatre en West Hollywood. Aparecieron en revistas, especiales de televisión para MTV y VH1, campañas publicitarias y películas. Algunas de las Pussycat Dolls aparecieron en la película de 2003 Los ángeles de Charlie: Al límite, bailando «The Pink Panther Theme» de Mancini. También aparecieron en el video musical de «Trouble» de Pink. Junto con Applegate, Christina Aguilera y Carmen Electra (quien fue la intérprete principal del grupo en muchos de sus espectáculos), la compañía apareció en una sesión fotográfica de la revista Maxim en 2002, lo que aumentó el interés del público en ellos (Aguilera apareció más tarde en la película de 2010 de temática similar, Burlesque, dirigida por el hermano de Robin Antin, Steve). En noviembre de 2002, las Dolls aparecieron con Electra en el Late Show con David Letterman (bailando «The Pink Panther Theme» y «My Drag» de Squirrel Nut Zippers, y con Staci Flood cantando «Big Spender»). En 2003, la compañía apareció junto a t.A.T.u. durante la presentación en vivo de la banda de «All the Things She Said» / «Not Gonna Get Us» en los MTV Movie Awards 2003.
Tras su creciente popularidad, los productores musicales de Interscope Geffen A&M Records, Jimmy Iovine y Ron Fair, se involucraron con el grupo ayudándolas a transformarse en una franquicia después de que le pidieron a Gwen Stefani que actuara con el grupo. El antiguo grupo de baile se convirtió en un grupo de grabación de música pop y se convirtió en empleado del sello Interscope Records de Iovine. Las únicos miembros del grupo que permanecieron después del proceso de refundición fueron Robin Antin, Carmit Bachar, Cyia Batten, Kasey Campbell, Ashley Roberts, Jessica Sutta y Kimberly Wyatt. Electra, cuando se le preguntó sobre su falta de participación en la evolución del grupo hacia un grupo de música popular, dijo: «Fui parte de [las Pussycat Dolls] durante más de dos años e hice todos los shows con ellas [...] pero financieramente, no pude formar parte de su nuevo proyecto musical [...] Fue un sacrificio que no pude hacer».

### 2003-2007: formación de grupo musical yPCD

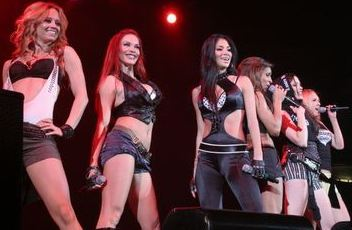
Las Pussycat Dolls actuando en el Tacoma Dome, Washington, el 10 de diciembre de 2006.

Durante 2003, Antin creó una empresa conjunta con Interscope Records para convertir a Pussycat Dolls en una marca, y Jimmy Iovine asignó el proyecto a Ron Fair. Las audiciones siguieron su ejemplo, para un grupo separado que no incluiría miembros famosos. Se reclutó a las cantantes Nicole Scherzinger, Melody Thornton y Kaya Jones, uniéndose a Bachar, Roberts, Sutta, Wyatt, Batten, Campbell y Antin para formar un nuevo grupo musical. En febrero de 2004, interpretaron «Big Spender» en vivo en los Premios MTV Asia. En 2004, grabaron «We Went as Far as We Felt Like Going» para la banda sonora de Shark Tale y grabaron el sencillo «Sway», que aparece en la banda sonora de ¿Bailamos?. El grupo se reunió brevemente con Electra para una actuación invitada en VH1 Divas 2004, donde interpretaron «Tainted Love», «You Can Leave Your Hat On» (con Tom Jones) y «Girls on Film» antes de unirse a los cabezas de cartel en un final de «New Attitude» junto a Patti LaBelle. Kaya Jones dejó el grupo en septiembre de 2004, mientras que Batten y Campbell lo hicieron en enero de 2005. Antin eventualmente asumiría un rol estrictamente administrativo y creativo.
El álbum debut del grupo, PCD, fue lanzado en septiembre de 2005 y vendió tres millones de copias en Estados Unidos. El sencillo principal del álbum, «Don't Cha», fue un éxito número uno en varios países del mundo y alcanzó el número dos en el Billboard Hot 100 de EE. UU. Le siguió «Stickwitu», que se convirtió en su segundo sencillo número uno en el Reino Unido y Nueva Zelanda, y alcanzó el número cinco en el Hot 100. Fue nominado al premio Grammy a la mejor interpretación pop vocal por un dúo o grupo. «Beep» también se convirtió en un éxito, alcanzando el número uno en Bélgica y Nueva Zelanda, el número dos en el Reino Unido y el número trece en los EE. UU. El grupo se convirtió en uno de los artistas con mayores ventas en 2006, mientras que el álbum apareció en el puesto número doce en la lista de fin de año de 200 de Billboard ese año.
El grupo fue seleccionado para actuar en la introducción de la cobertura de la NBA por parte de ABC. Las Pussycat Dolls abrieron por primera vez el Honda Civic Tour de The Black Eyed Peas en Norteamérica. Para promocionar aún más el álbum, se agregó a Snoop Dogg a una remezcla de «Buttons», que se convirtió en un éxito mundial alcanzando el número tres en el Billboard Hot 100 y el top cinco en otros lugares. Las Pussycat Dolls se embarcaron en su PCD World Tour con Rihanna como telonera en la etapa del Reino Unido. Una de las fechas del PCD World Tour fue grabada y transmitida a través de MSN Music. El grupo tuvo problemas con las autoridades en Kuala Lumpur (Malasia) por bailes sexualmente explícitos. La actuación, que forma parte del PCD World Tour, no fue bien recibida en el estado musulmán, que desaprobó el «atuendo llamativo» y las «rutinas escénicas sexualmente sugerentes: del grupo. Absolute Entertainment, la compañía detrás de la aparición del grupo en Malasia, recibió una multa de 3.000 dólares por el incidente. Se lanzarían dos sencillos finales del álbum, «I Don't Need a Man» y «Wait a Minute», el primero se convirtió en un éxito moderado y el segundo se convirtió en el quinto sencillo top 40 del grupo en el Hot 100.
Para promover aún más PCD, las Pussycat Dolls realizaron una gira junto con Danity Kane en el Back to Basics Tour de Christina Aguilera en Norteamérica de febrero a mayo de 2007. El éxito del álbum debut del grupo les trajo una amplia gama de spin-offs, incluida un programa de telerrealidad de CW, Pussycat Dolls Present: The Search for the Next Doll. El objetivo del programa era agregar una séptima miembro para unirse a ellas en proyectos futuros. Asia Nitollano fue anunciada como la ganadora el 24 de abril, sin embargo, varios meses después, se reveló que Nitollano había abandonado el grupo poco después de que se emitiera la final. Después de su actuación en Live Earth, el grupo sólo tuvo actuaciones puntuales ocasionales durante un tiempo e hizo una pausa a mediados de 2007, durante la cual Scherzinger intentó lanzar una carrera en solitario. Los planes para su álbum debut en solitario, Her Name is Nicole, eventualmente serían archivados después de que el lanzamiento de cuatro sencillos no lograra tener un impacto en las listas. En agosto de 2007, Sutta aparecería en la canción de Paul van Dyk «White Lies», que encabezó la lista Billboard Hot Dance Singles de EE. UU.

### 2008-2010:Doll Dominationy disolución del grupo

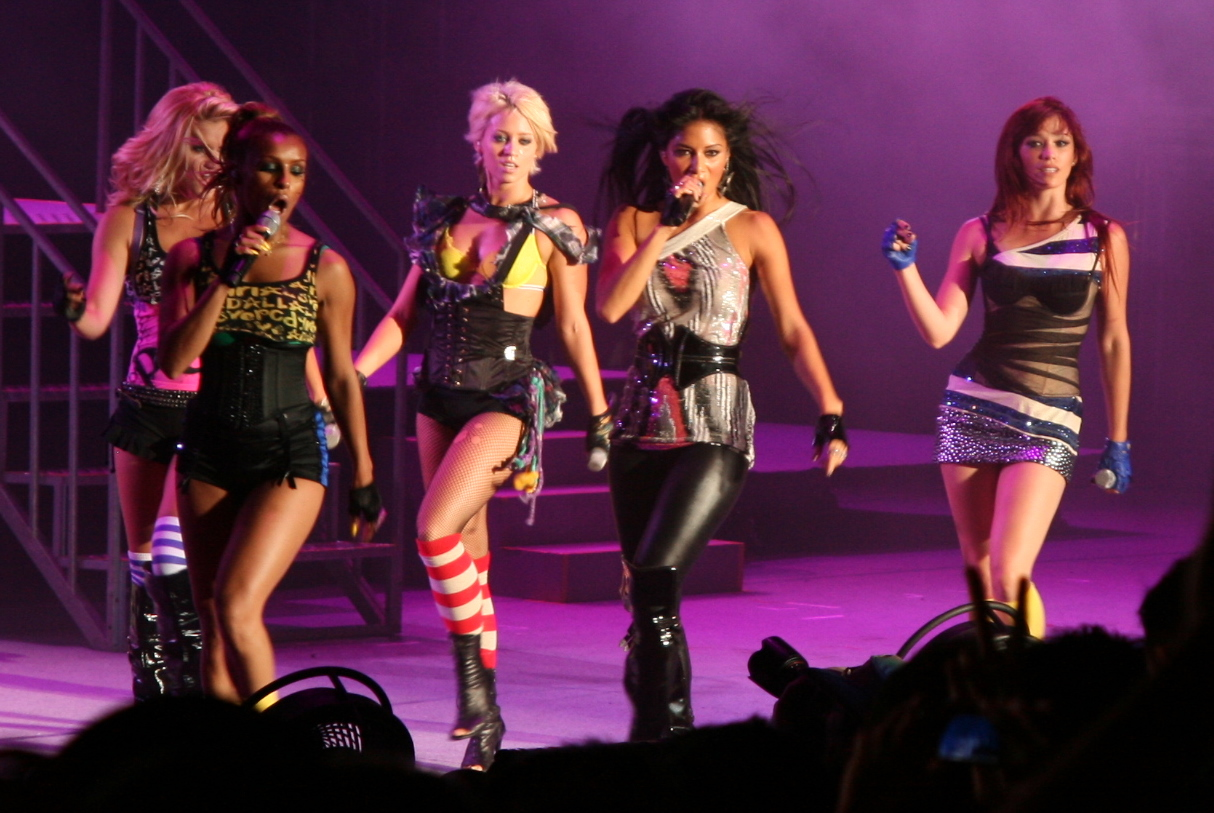
Las Pussycat Dolls interpretando «Buttons» el 3 de septiembre de 2008.

El 3 de marzo de 2008, se anunció a través del sitio web del grupo que Carmit Bachar había dejado el grupo con la intención de seguir una carrera en solitario. En el momento de su partida, ella había sido la miembro del grupo con más años de actuación, y se unió en 1995 cuando eran un acto burlesque. Varios días después, actuaron por primera vez sin Bachar en el concierto Operación MySpace en honor a las tropas estadounidenses estacionadas en Kuwait. En mayo de 2008, lanzaron el sencillo principal de su segundo álbum, «When I Grow Up», que alcanzó el top diez en 16 países. En los MTV Video Music Awards 2008, el video musical que lo acompañaba fue nominado a seis premios, la mayor cantidad en esa ceremonia, y ganó el premio al Mejor Baile en un Video. Doll Domination fue lanzado en septiembre de 2008 con críticas mixtas. Alcanzó su posición más alta en el Billboard 200, pero no logró igualar las ventas de su predecesor, vendiendo menos de una sexta parte de lo que vendió PCD (en el Reino Unido) y considerándolo como una decepción comercial. En 2008 se lanzaron tres sencillos posteriores, «Whatcha Think About That», «Out of This Club» y «I Hate This Part»; el último alcanzó el puesto 11 en la lista Billboard Hot 100.
En enero de 2009, las Pussycat Dolls se embarcaron en el Doll Domination Tour, su segunda gira mundial de conciertos como cabeza de cartel, que destacó paradas en Europa, Oceanía y Asia, y recaudó más de 14 millones de dólares. Entre las dos primeras etapas, el grupo abrió para The Circus Starring: Britney Spears en Norteamérica. En mayo de 2009, Jessica Sutta sufrió una lesión en la espalda durante el primer show en Sídney (Australia) dejando al grupo actuando como un cuarteto durante los siguientes shows. Mientras estaba de gira por Europa, a Nicole Scherzinger le pidieron que reescribiera la versión pop de «Jai Ho» de la película Slumdog Millionaire (2008). La canción se tituló «Jai Ho! (You Are My Destiny)» y acreditó a Scherzinger como artista destacado. Esto provocó conflictos internos dentro del grupo y un arrebato público por parte de Melody Thornton durante una de las apariciones del grupo en la gira. A pesar de eso, se convirtió en uno de sus sencillos más exitosos y alcanzó el puesto 15 en el Billboard Hot 100, después de ocupar ochenta y cinco lugares, dando el mayor salto semanal desde el número 100. Los dos últimos sencillos del álbum, «Bottle Pop» y «Hush Hush; Hush Hush», encabezaron la lista Hot Dance/Club Songs de EE. UU. Mientras tanto, Doll Domination fue reeditado en versiones reducidas en varios territorios; en Australia, el álbum fue subtitulado 2.0. con diez canciones y un EP subtitulado The Mini Collection fue lanzado en Reino Unido.
Después de la conclusión de la gira, el grupo hizo una pausa y Robin Antin reconoció que nuevos miembros se unirían a Scherzinger. En febrero de 2010, Jessica Sutta, Ashley Roberts, Kimberly Wyatt y Melody Thornton habían anunciado su salida del grupo, y Wyatt reconoció más tarde que «el grupo se ha disuelto por completo». En mayo de 2010, cuatro nuevos miembros rodearon a Scherzinger en una nueva formación, pero a finales de año, Scherzinger había abandonado el grupo para seguir una carrera en solitario. En 2011, hubo continuos intentos de reconstruir el grupo, y una formación que incluía a la exmiembro de Paradiso Girls Lauren Bennett, la exmiembro de Girlicious Chrystina Sayers, Paula van Oppen, Vanessa Curry y las porristas de los Dallas Cowboys Erica Kiehl Jenkins apareció en un comercial de GoDaddy durante el Super Bowl XLVI. El grupo pasaría a llamarse G.R.L., citando la necesidad de diferenciarse de las Pussycat Dolls debido a que su música era menos urbana y pasarían el resto del año grabando su álbum debut. En 2015, el grupo se disolvería nueve meses después de que la miembro Simone Battle se suicidara tras una batalla contra la depresión, antes de regresar como trío en 2016.

### 2017-2022: reunión, gira y segunda disolución
En octubre de 2017, se crearon sitios de redes sociales para una reunión. El 25 de abril de 2018, durante una aparición en The Chris Ramsey Show, Wyatt afirmó que la banda podría reunirse antes de finales de 2018. «Estamos todas en un lugar donde estamos listos para vivirlo todo de nuevo, hacerlo divertido y disfrutarlo y todo», dijo. «Así que sí, estamos viendo las posibilidades».

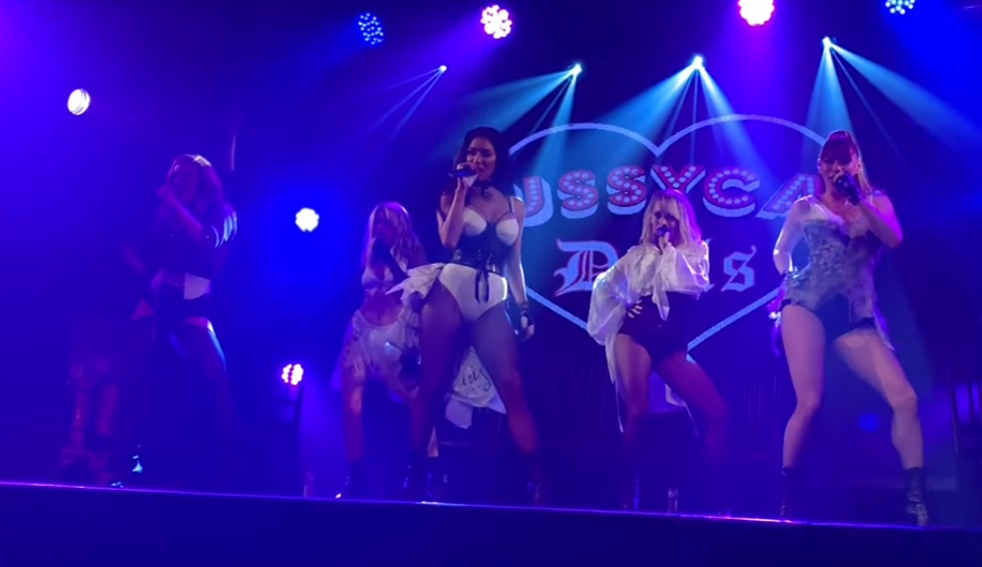
Las Pussycat Dolls interpretando «React» en vivo en G-A-Y para el Orgullo Estudiantil Nacional 2020.

Más tarde, en septiembre de 2019, Entertainment Tonight informó que Scherzinger se unió a exmiembros de Pussycat Dolls para nuevas sesiones de estudio y que la banda se reuniría para una gira de «grandes éxitos» en 2020.
El 28 de noviembre de 2019, el grupo confirmó su reunión en la estación de radio británica Heart, confirmando que Bachar, Roberts, Scherzinger, Sutta y Wyatt habían estado grabando nueva música y habían anunciado nueve fechas de gira por el Reino Unido en 2020, con su The Pussycat Dolls Tour. Se ha ampliado para incluir fechas en Australia y Nueva Zelanda. La gira, sin embargo, se retrasó hasta 2021 debido a la situación de la pandemia de COVID-19 en ese momento. Durante la entrevista, Scherzinger comentó que habían pasado alrededor de diez años desde la última gira del grupo y que era el momento adecuado, «ha tardado mucho en llegar, pero este parece el momento perfecto para recordarle al mundo lo que significa ser una Pussycat Doll». Según la fundadora del grupo, Robin Antin, Thornton no participaría porque sentía que no era el momento adecuado. El grupo ha declarado que están dejando la puerta abierta para Thornton y que ella será bienvenida si decide unirse a ellas más adelante.
El 30 de noviembre de 2019, las Pussycat Dolls actuaron en la final de The X Factor: Celebrity con un popurrí de sus éxitos anteriores «Buttons», «When I Grow Up», «Don't Cha» y una nueva canción, «React». La actuación del grupo en el programa atrajo más de 400 quejas al regulador de radiodifusión británico Ofcom por sus «atuendos atrevidos» y por ser «demasiado obscenos». Sutta confirmó que se estaba preparando un nuevo álbum. El 31 de enero de 2020, la cantante Meghan Trainor lanzó su tercer álbum de estudio, Treat Myself, que presenta a Pussycat Dolls en la canción «Genetics». En febrero de 2020, el grupo actuó en Saturday Night Takeaway de Ant and Dec y en Red Room de Nova FM 96.9 en Glass Island Sydney Harbour, Australia, en marzo.
En marzo de 2021, se anunció que The Pussycat Dolls Tour se retrasaría una vez más debido a la situación de la pandemia de COVID-19 en ese momento. En el mismo mes, Sutta y Robin Antin aparecieron en Entertainment Tonight para anunciar el embarazo de Sutta y confirmar los planes del grupo para nueva música y realizar una gira cuando fuera seguro hacerlo. El grupo está en conversaciones para colaborar con Cardi B, Megan Thee Stallion y Karol G, al mismo tiempo que expresa su deseo de trabajar con Snoop Dogg nuevamente. Sobre la nueva música, Sutta dijo: «Creo que nos escucharán a muchos cantar. Todas mis compañeras son increíblemente talentosas, tienen voces hermosas y creo que definitivamente es hora de que brillen».
En enero de 2022, Scherzinger confirmó oficialmente la cancelación de la gira en una publicación en historia de Instagram. Las razones oficiales citaron «la evolución de las circunstancias en torno a la pandemia». No mucho después de que las integrantes del grupo Ana Sutta y Ana Bachar confirmaran que solo se habían enterado de la cancelación de la gira por la publicación de Scherzinger en Instagram, escribieron su propia declaración diciendo: «Queremos decir lo increíblemente decepcionados que estamos al enterarnos de un anuncio hecho en Instagram de que la gira de reunión de las Pussycat Dolls está cancelada. Hasta ahora, no ha habido ninguna notificación oficial al respecto». Antin también confirmó la cancelación de la gira afirmando que «todos nosotros hemos hecho sacrificios personales y financieros»... y luego confirmó que había «verdades en esta situación» que pueden ver la luz algún día. Wyatt ha expresado que había «hecho todo lo que podía», ya que fue la motivadora de la reunión durante años. Ella confirmó que tanto ella como Roberts todavía querían que se realizara la gira. Aunque Antin y Scherzinger confirmaron la cancelación de las últimas fechas conocidas de la gira, el sitio web de Live Nation enumera nueve nuevas listas de giras del grupo en el Reino Unido e Irlanda bajo la fecha «reprogramada».
El 28 de mayo de 2022, Universal Music Group lanzó Celebrating Pride: The Pussycat Dolls, un EP recopilatorio con seis sencillos anteriores que incluyen «Don't Cha», «Buttons», «Stickwitu», «When I Grow Up», «Beep» y «I Don't Need a Man».

## Otros trabajos

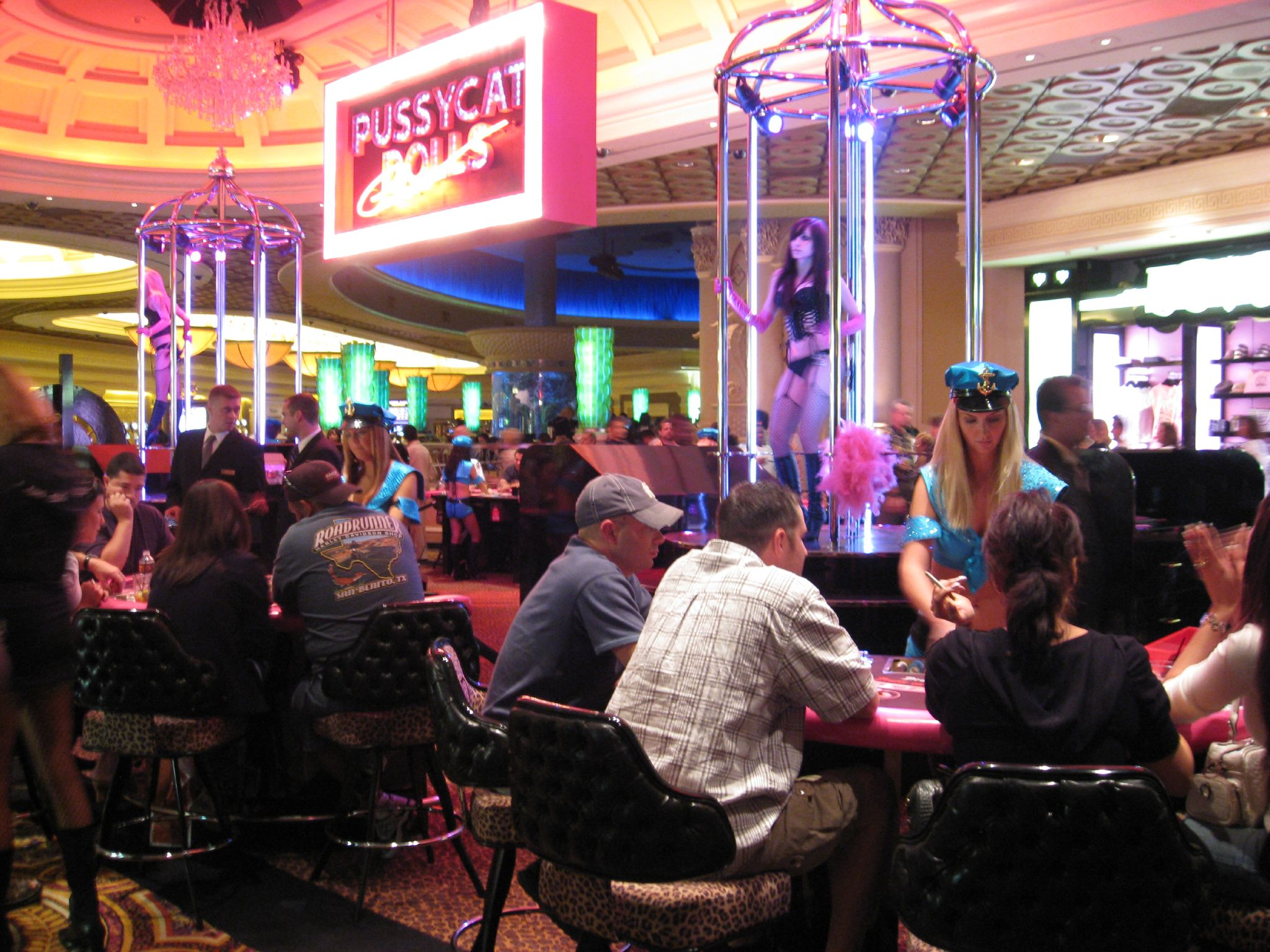
El PCD Casino ubicado en el Caesars Palace de Las Vegas.

Las Pussycat Dolls habían vuelto a grabar «Don't Cha» en simlish (como «Do Ba») para incluirlo en el juego de ordenador Los Sims 2: mascotas. También aparecieron en forma de personaje en el videojuego Asphalt: Urban GT 2 lanzado en noviembre de 2006. En un acuerdo de comercialización con Interscope en 2006, el fabricante de juguetes Hasbro planeó una línea de muñecas inspiradas en el grupo, que supuestamente se comercializaría para niños de seis a nueve años. Dos organizaciones (Dads and Daughters y Campaign for a Commercial-Free Childhood) presionaron exitosamente a Hasbro para que descartara el plan, diciendo que sentían que el grupo habría sido inapropiado para niños debido a la naturaleza abiertamente sexual de las canciones, videos y actuaciones de las Pussycat Dolls. También en 2006, Interscope negoció un acuerdo con Estée Lauder para una línea de cosméticos Pussycat Dolls bajo la marca Stila. En 2008, Robin Antin y La Senza Corporation produjeron una línea de lencería estilo Burlesque Pussycat Dolls llamada «Shhh...by Robin Antin», y el 15 de diciembre, Antin lanzó Robin Antin's Pussycat Dolls Workout, que está compuesto por bailarinas de la revisión de Pussycat Doll Lounge que incluye a Chrystina Sayers de Girlicious y presenta a Nicole Scherzinger.
Caesars Palace en Las Vegas operó un espectáculo en vivo en su residencia «Pussycat Dolls Lounge», hasta que cerró el lugar en febrero de 2015. El espectáculo de estilo burlesco tenía bailarinas dentro de una bañera con incrustaciones de diamantes de imitación y en plataformas elevadas, con dealers, que también vestían poca ropa inspirada en Pussycat Dolls, operando las mesas de blackjack y ruleta en el lugar.

## Arte
Dado que las Pussycat Dolls eran originalmente un grupo de baile burlesque, Scherzinger y Thornton fueron las únicos miembros contratadas específicamente para cantar cuando el grupo se convirtió en un grupo pop en 2003. Ron Fair declaró que aunque «había algunas voces adecuadas en el grupo original», se necesitaba a Scherzinger y Thornton «para aportar la capacidad». A pesar de que Thornton tomó la voz principal en su presentación debut como grupo musical en los Premios MTV Asia 2004, Scherzinger finalmente asumió la mayoría de las voces en las grabaciones del grupo. Como parte de un especial de Behind the Music sobre la carrera de Scherzinger, afirmó que ella era responsable de cantar tanto la voz principal como la de fondo en los dos álbumes de estudio del grupo, y que casi nada cantaban sus compañeras. Scherzinger, quien dijo que no quería meterse en problemas por sus revelaciones, explicó que las demás miembros ni siquiera escucharon las canciones hasta que estuvieran finalizadas.

## Imagen pública y cobertura mediática

### Nicole Scherzinger como cantante principal
Los críticos han atacado duramente al grupo por su excesivo énfasis en Scherzinger. Margeaux Watson de Entertainment Weekly dijo: «Hay dos tipos de grupos de chicas: los anclados por una superestrella (The Supremes, Destiny's Child) y los formados por personalidades carismáticas dotadas de dones individuales limitados (Spice Girls, TLC). Dolls no es ninguna de las dos cosas: son una marca, no una banda. Esta continuación del multiplatino PCD de 2005 encuentra a la protagonista Doll Nicole Scherzinger en el centro de atención, y ella no es Beyoncé. En cuanto a las demás, bueno... ¿puedes nombrarlas? ¿Sabes siquiera cuántas hay?» Adam White, del Telegraph, describió a las Pussycat Dolls como «el grupo más amargado del pop», donde los otros miembros desempeñaban el papel de «bailarinas de respaldo glorificados», y dijo que su actuación de 2006 en los Premios American Music «parecía demostrar que no todo estaba bien dentro de la dinámica del grupo».
Kaya Jones, quien inicialmente audicionó como vocalista del grupo, dijo: «Nicole siempre fue alguien que quería ser el centro de atención y haría prácticamente cualquier cosa para conseguirlo. [...] Para llamar a las otras chicas de Pussycat Dolls 'escaparates' es un poco descabellado... todas las chicas del grupo tenían talento». En una entrevista de 2014 con The Independent, Ashley Roberts afirmó que a ella y a sus compañeros de banda «siempre nos dijeron que era en gran medida el proyecto de Nicole [...] éramos el equipo de fútbol y [Scherzinger] era el mariscal de campo. Ya sabes, no se nos permitía hablar en las entrevistas. A veces ni siquiera se nos permitía entrar al estudio». Kimberly Wyatt dijo en 2009: «En cada video y actuación teatral que hemos hecho, Nicole ha sido nuestra líder. No aparecí en los vídeos como quería y no me vieron de la manera que esperaba, que ha sido lo mismo para todas las demás chicas también». En una entrevista con Vibe, Thornton dijo: «Para mí, es importante que la gente sepa que escribo... Entré en el grupo para cantar. Eso me quedó muy claro. Pero cada vez se hizo más evidente lo que estaba pasando. Los roles se estaban minimizando y minimizando, y luego, cuando se puso en marcha, era muy parecido a 'todas ustedes hagan su parte y esto es lo que es'. Fue difícil porque no quieres perder tu propia oportunidad».

### Reunión de 2019
Tras la reforma del grupo en 2019, Bachar abordó su separación anterior: «No fue un final amargo. Fue solo un momento de nuestras vidas en el que todas queríamos ir y hacer lo nuestro y prosperar. Yo fui y tuve una familia. Todos nos mantuvimos en contacto». Roberts añadió: «Nicole es nuestra cantante principal y así es como está construida la banda. Todas tenemos nuestro lugar en la banda y cada una de nosotras aporta algo especial individualmente, que encaja como un rompecabezas: eso es lo que hace a las Pussycat Dolls». Scherzinger confirmó que ocuparía un lugar central, pero que esto fue de mutuo acuerdo: «Me siento mejor que nunca ahora que he evolucionado como mujer. En realidad, es el momento de que yo lo lleve. Ni siquiera soy yo, todos llevamos el uno al otro». «Nos hacemos más fuertes unos a otros». Wyatt también confirmó que las otras chicas tienen la oportunidad de grabar voces: «En última instancia, The Pussycat Dolls tiene una cantante principal y esa es Nicole. Cada vez que tengo la oportunidad de cantar, entrar al estudio y hacer algunas voces, estoy muy agradecida». Hablando sobre el escrutinio al que está sometido el grupo y la atención de los medios, Wyatt dijo: «queremos que a la gente le guste y se concentren en la increíble hazaña que hemos hecho juntas en lugar de tratar de separarnos».

### Imagen sexual
Después de su actuación en The X Factor: Celebrity en noviembre de 2019, el grupo fue acusado de sexualización excesiva y de ser obsceno por usar trajes transparentes de PVC. Más de 400 espectadores se quejaron ante el regulador británico de radiodifusión Ofcom. A pesar de una actuación más silenciosa en Ant & Dec's Saturday Night Takeaway en febrero de 2020 que se burló de su actuación en X Factor y presentó cierta censura, el grupo obtuvo más quejas ante Ofcom, aunque en menor cantidad. Scherzinger habló en contra de los medios y la cobertura negativa, comparando el mensaje del grupo con el de la cantautora estadounidense Lizzo, quien es una defensora de la conciencia corporal, diciendo: «Si tienes personas como Lizzo liderando el movimiento de aceptación de ti mismo y no reciben ninguna crítica, entonces, ¿por qué recibimos estas críticas? Cuando actuamos, lo hacemos desde un lugar de pasión y poder. No estamos tambaleando simplemente tratando de ser lindas. Salimos como guerreras y la gente se siente empoderada por eso». Barchar abordó las críticas sobre su segunda actuación diciendo que «estar en el programa de Ant & Dec fue histérico; son tan buenos en lo que hacen y la forma en que restaron importancia a todo el asunto de la censura fue increíble. Es genial que pudiéramos ser tontas con eso y nos lo pasamos genial». Apoyó los primeros comentarios de Scherzinger de que la intención y los objetivos de las actuaciones del grupo siempre tenían que ver con el empoderamiento, diciendo que «todos tienen una opinión sobre lo que hacemos, y aunque creo que el poder de una mujer puede ser intimidante, todo se trata de la intención de nuestras actuaciones».
Wyatt también ha defendido la imagen del grupo diciendo que es un mensaje importante en torno al empoderamiento femenino, durante una aparición en The Morning Show, Wyatt habló sobre llevar a sus hijos a los ensayos, «[Me encanta] enseñarles lo que significa ser una Pussycat Doll y ser dueña de tu espacio como mujer. Creo que es un mensaje realmente positivo e importante para que mis hijas vean y comprendan lo que eso significa». Wyatt también declaró durante una entrevista con News.com.au que la reunión se siente como un asunto pendiente debido a que se malinterpretó a las Pussycat Dolls. «Afortunadamente ahora tenemos presencia en línea y podemos ayudar a que la gente nos entienda, entienda la danza, entienda lo que significa la intención como intérprete... todavía queda una conversación por mantener, y las Pussycat Dolls son un poco incomprendidas por aquellos que no buscan saber quiénes somos». Scherzinger también se ha hecho eco de esto, quien desde entonces ha dicho: «solo queremos decir que todo lo que hacemos lo hacemos desde un lugar de confianza... solo con la intención de inspirar y empoderar a todos y cada uno de ustedes... Y solo queremos ayudar a algunos de ustedes que tal vez estén luchando por tomar su propio poder».
Refiriéndose a su imagen provocativa, Sutta le dijo a The Daily Telegraph Australia que sentía que la discriminación por edad está muy extendida en la industria de la música, pero que los tiempos estaban cambiando: «Tienes a J-Lo a los 50 años, que luce tan fabulosa como siempre, y a Lizzo, que es todo sobre el amor propio y ser dueño de ello. Es una nueva era y ya no hay reglas». Scherzinger también señaló que el grupo había madurado y se sentía más seguro que nunca: «Quiero decir, si hay un momento para ser más provocativo, es cuando eres mayor, cuando estás cómodo en tu piel y te aceptas plenamente, ¿verdad?». En un artículo titulado «si no te gustan las Pussycat Dolls o Lizzo, siempre puedes mirar hacia otro lado» para The Guardian, Barbara Ellen habló sobre la interacción de edad, sexismo y tamaño que enfrentan las músicas en la industria, comparando la atención negativa de los medios que recibieron las Pussycat Dolls con la que recibió Lizzo por aparecer en ropa interior en TikTok y la actuación de Jennifer Lopez en el espectáculo de medio tiempo del Super Bowl LIV. Ellen escribió: «¿Qué tiene el hecho de que las artistas femeninas exitosas hagan lo suyo, en el escenario o en las redes sociales, que vuelve locos a ciertos sectores de la sociedad? ¿Y por qué el sexismo se fusiona tan a menudo con la discriminación por edad o por el tamaño, como si eso hiciera que el abuso que están infligiendo sea extra especial y justificado?».

### Cobertura mediática sexista
Más tarde, en marzo de 2020, durante una entrevista con The Project de Network Ten, Scherzinger reconoció que el vestuario para la actuación era provocativo, pero dijo: «pero ahora somos mujeres y, literalmente, como decimos, (nuestros traseros) estaban pasando el rato y se necesita coraje para serlo, sabes que es vulnerable usar tanto como eso, se necesita mucho coraje para hacerlo y siempre hacemos todo con confianza con la intención de empoderar a los demás y a todas de nuestras mujeres y de cualquiera que sienta que se identifica con nosotras». News AU y Junkee criticaron a los presentadores de The Project por centrarse en la naturaleza sexual percibida de sus movimientos de baile y por hacer que la entrevista con Scherzinger fuera incómoda. Uno de los presentadores de The Project, Waleed Aly, hizo preguntas sexistas como si las chicas «se pelean por quién llevaba las mejores camisetas sin mangas y jeans de talle bajo». Jared Richards (Junkee) dijo «es un desastre, absolutamente desdeñoso hacia Scherzinger como persona y hacia The Pussycat Dolls como acto... Si bien el atractivo sexual es una gran parte de The Pussycat Dolls, un grupo que comenzó como un acto burlesque, hay una manera correcta e incorrecta de preguntar sobre ello». Durante el segmento final de la entrevista, Scherzinger fue interrumpida cuando dijo «si nos miras, bailamos con el corazón, bailamos como guerreras, venimos de un lugar real de poder...» Mientras sonaba la música, se podía escuchar a Scherzinger preguntando si la entrevista estaba a punto de pasar a otro segmento. Los espectadores del programa también criticaron a los presentadores por la naturaleza reduccionista de la entrevista. Music News informó que cientos de espectadores se quejaron del segmento a través de Twitter.

### Disputa legal por el regreso
«Hay algunas peleas entre la creadora Robin y Nicole, así que no tengo idea de lo que va a pasar, pero estoy tratando de mantenerme optimista. Siento que hemos construido un momento tan épico con esta presentación de regreso y esta gira de regreso y todos los fanáticos están muy emocionados en todo el mundo junto con nosotras».
Wyatt durante una entrevista con Loose Women.

En septiembre de 2021, se informó que Scherzinger se negaba a participar en la gira y posteriormente había sido demandada por Robin Antin, fundadora de Pussycat Dolls. Los medios informaron que Scherzinger había aceptado originalmente el 49% de las ganancias de la gira, pero ahora se negaba a participar a menos que esa cantidad aumentara al 75% e incluyera el control creativo general. Los documentos presentados en el Tribunal Superior de Los Ángeles encontraron que la base del acuerdo era un memorándum de entendimiento que Scherzinger se había comprometido a realizar 45 espectáculos, bajo condiciones de que recibiría el 32,5% de las ganancias de la gira, Sutta, Roberts, Wyatt y Antin también recibieron el 12,5% y Bachar recibió el 5%, lo que refleja que se fue antes del lanzamiento del segundo álbum del grupo, Doll Domination (2008). La disputa legal surgió porque Scherzinger quería negociar los términos de PCD Worldwide, una nueva empresa comercial que manejaría las ganancias futuras del grupo y la marca desde los términos existentes del 49% a un aumento del 75%, para reflejar «oportunidades que tendría que renunciar para continuar colaborando con Antin y la banda como su razón para exigir una participación mayor».
El abogado de Scherzinger contradeclaró las afirmaciones de Antin. Entre la respuesta se encontraban detalles del anticipo de 600.000 dólares de Live Nation que Antin había recibido para apoyar la gira y que ahora «no quiere o no puede pagar», además de acusar a Antin de «negociar el nombre de Nicole sin su consentimiento» y revelarlo públicamente. de los arreglos financieros del grupo para la gira. Scherzinger concluyó que la demanda era «ridícula y falsa» y que, en esas circunstancias, la gira no puede realizarse. Scherzinger respondió además a la demanda de Antin con una contrademanda en agosto de 2022 de que Antin había estado tratando de orquestar un regreso de la banda desde 2017. Según los documentos presentados por Scherzinger, fue con la promesa de un regreso que Antin obtuvo fondos de Live Nation e intentó, sin éxito, revivir a las Pussycat Dolls para una reunión con la cantante estadounidense Pia Mia como líder del grupo. Supuestamente, a Mia le pagaron 100.000 dólares por el acuerdo que nunca llegó a buen término. Scherzinger y Antin llegaron a un acuerdo para la gira del grupo en 2019, que posteriormente se retrasó debido a la pandemia de COVID-19. La posición de Scherzinger indicó que el acuerdo original de 2019 caducó y se necesitaba un nuevo acuerdo de riesgo para continuar con la gira. Junto a los requisitos estaba la compensación, las acciones apropiadas y el control sobre el grupo para reconocer los compromisos personales y financieros de Scherzinger con la reunión. Según Scherzinger, las apariciones promocionales de Pussycat Doll en The X Factor: Celebrity y las actuaciones posteriores en Australia fueron financiadas y obtenidas por Scherzinger. El caso contra Antin alega el uso de la imagen de Scherzinger para promover una gira para la cual no había ningún acuerdo vigente, y que Antin se ha apropiado de fondos del anticipo de Live Nation para actividades que no estaban relacionadas con el negocio de Pussycat Dolls. Estas afirmaciones han sido refutadas por los abogados de Antin y estarán sujetas a nuevos litigios.

## Carreras en solitario
Después de la disolución inicial del grupo en 2010, todas las miembros continuaron con sus proyectos en solitario. Carmit Bachar se uniría al músico Sammy Jay para convertirse en el dúo de música electrónica LadyStation, lanzando el EP Voices en 2015. Posteriormente lanzaría su primer sencillo en solitario en 2017, «It's Time». En 2010, Kimberly Wyatt se unió a un dúo musical llamado Her Majesty & the Wolves y lanzó su álbum debut el 11 de julio de 2011. Ese mismo año, apareció en la canción «Candy» de Aggro Santos, que se convirtió en uno de los cinco primeros éxitos del Reino Unido. En junio de 2011, Melody Thornton anunció planes de lanzar su álbum de estudio debut en algún momento de 2012. El 15 de marzo de 2012, lanzó su primer mixtape, «P.O.Y.B.L», y contiene diez pistas de cinco remakes y cuatro originales, todas escritos por Thornton. El 3 de junio de 2011, Jessica Sutta anunció que había firmado con Hollywood Records y su primer sencillo, «Show Me», alcanzó el puesto número uno en Hot Dance Club Songs en los Estados Unidos. Sin embargo, su planeado álbum de estudio debut Sutta Pop fue archivado y luego abandonó la discográfica. Usando el nombre de J Sutta, lanzó el mixtape Feline Resurrection en 2016. Más tarde, lanzó su álbum de estudio debut I Say Yes el 3 de marzo de 2017. El 7 de noviembre de 2012 se confirmó que Ashley Roberts competiría en la duodécima temporada del reality show británico I'm a Celebrity...Get Me Out of Here! transmitido por ITV. En enero de 2013, Roberts se convirtió en miembro del panel de hielo de las dos últimas series del programa de patinaje británico, Dancing on Ice en ITV. En junio de 2014, Roberts anunció que su álbum debut, titulado Butterfly Effect, se lanzaría el 1 de septiembre de 2014.
La miembro principal Nicole Scherzinger continuó su carrera en solitario después de una pausa para lanzar el segundo y último álbum de estudio del grupo. En marzo de 2010, se anunció que Scherzinger sería una concursante famosa en la décima temporada de Dancing with the Stars, acompañada por Derek Hough y ganó. En marzo de 2011, Scherzinger lanzó su álbum de estudio debut, Killer Love, y experimentó un éxito moderado en ciertos territorios. El álbum incluía el segundo sencillo, «Don't Hold Your Breath», que debutó en la cima del UK Singles Chart. El tercer sencillo del álbum, «Right There», fue remezclado con 50 Cent y lanzado como sencillo principal de la versión estadounidense de Killer Love. Alcanzó el puesto treinta y nueve en el Billboard Hot 100 y alcanzó el top diez en países como Australia, Escocia, Irlanda, Nueva Zelanda, Rumania y el Reino Unido. En mayo de 2011, Scherzinger fue contratado como juez en la primera temporada de la versión estadounidense de The X Factor, junto a Simon Cowell, Paula Abdul y L. A. Reid. Después de su paso por los Estados Unidos, Scherzinger se unió a The X Factor UK para su novena temporada como cuarta jueza permanente. En mayo de 2013, Scherzinger fue confirmado como juez recurrente de la décima temporada de The X Factor UK. En enero de 2014, se informó que Scherzinger dejó Interscope Records y firmó un contrato multimillonario con Sony Records. El álbum de Scherzinger, titulado Big Fat Lie, fue lanzado en octubre de 2014.

## Legado
Con sólo dos álbumes de estudio, la banda se convirtió en el grupo de chicas más vendido de la era digital de la década de 2000 y el cuarto de todos los tiempos. Desde la formación del grupo en 2003, las Pussycat Dolls han vendido 55 millones de discos en todo el mundo. VH1 incluyó a Pussycat Dolls como una de las 100 mujeres más grandes de la música en 2012. Billboard también clasificó al grupo como uno de los actos más vendidos de la década 2000-2009. Las Pussycat Dolls son uno de los grupos de chicas más vendidos de todos los tiempos. James Montgomery de MTV comentó que el éxito del álbum debut del grupo, PCD, convirtió al grupo en «las herederas del deslumbrante trono de las Spice Girls». PCD ha vendido más de 1.246.769 copias en el Reino Unido, lo que lo convierte en el lanzamiento de un grupo de chicas estadounidense más vendido allí y también se convierte en uno de los álbumes más vendidos de la década 2000-2009. El éxito del álbum debut del grupo las llevó a convertirse en el grupo de chicas más exitoso del mundo desde las Spice Girls a finales de los años 1990.
Las Pussycat Dolls cuentan con una ristra de sencillos de éxito − «Don't Cha» ha vendido más de 3 millones de copias en Estados Unidos – convirtiéndose en la canción más vendida de todos los tiempos de un grupo femenino en Estados Unidos, y 6 millones en todo el mundo, convirtiéndose en uno de los sencillos más vendidos de todos los tiempos. Fue incluida en la lista de VH1 de las mejores canciones de la década del 2000. La Official Charts Company incluyó «Don't Cha» y «Jai Ho! (You Are My Destiny)» en el puesto cinco y treinta y nueve, como la canción más descargada desde su lanzamiento, respectivamente. Este último creó un hito para Billboard Hot 100 con el mayor movimiento ascendente en una sola semana en la vida de la lista. «Jai Ho! (You are My Destiny)» y «Don't Cha» son dos de las canciones más vendidas en Australia y el Reino Unido en julio de 2009. «Don't Cha» también apareció en I Love the 2000s de VH1. El video musical de «Don't Cha» se caracteriza por ser «icónico» entre los grupos de chicas. Andrew Unterberger de Billboard dijo: «Era inevitable que la canción y el video se volvieran masivos, y lo hicieron, con la canción calentando la lista Hot 100 y el video estableciendo al grupo como pilares en MTV para muchos videos posteriores (aunque no tan memorables) por venir». «Buttons» también está considerado como uno de los vídeos más sexys de la historia por los medios de comunicación AOL Music, MuchMusic, Fuse y VH1. Con «Buttons» superando los 2 millones de descargas digitales, las Pussycat Dolls se convirtieron en el primer grupo exclusivamente femenino en la historia digital en tener tres sencillos, junto con «Don't Cha» y «When I Grow Up», superando la marca de los dos millones en ventas digitales.

### Spin-offs
Una segunda temporada de Pussycat Dolls Present comenzó como Pussycat Dolls Present: Girlicious, que intentó encontrar mujeres para formar parte de un nuevo grupo exclusivamente femenino de tres miembros, Girlicious. Interscope Records formó un grupo derivado con sede en Londres llamado Paradiso Girls a través de una audición abierta. En 2010, fueron descartadas y se canceló la promoción adicional de su álbum debut planeado, Crazy Horse, desintegrando el grupo. A lo largo de 2011 y 2012, Antin habló de elegir nuevos miembros para las Pussycat Dolls, y se nombraron varias nuevas miembros. En febrero de 2013, Antin anunció que había descartado los planes para la nueva formación para reemplazar a los exmiembros de Pussycat Dolls y, en cambio, formaría un nuevo grupo que sería la «próxima generación». Con el tiempo se hicieron conocidas como G.R.L. y lanzaron su sencillo debut, «Vacation», el 16 de junio como lado B del sencillo «Ooh La La» de la cantante pop Britney Spears.

## Discografía
- 2005: PCD
- 2008: Doll Domination

## DVD
- 2006: The Pussycat Dolls: Live From London
- 2009: Robin Antin's Pussycat Dolls Workout
- 2010: Pussycat Dolls: Dancer's Body Workout

## Giras
| Encabezando - PCD World Tour (2006-07) - Doll Domination Tour (2009) - Unfinished Business Tour (2021) | Acto de apertura - Back to Basics Tour (2007) - The Circus Starring: Britney Spears (2009) |

## Miembros
- Carmit Bachar (2003-2008, 2019-2022)
- Nicole Scherzinger (2003-2010, 2019-2022)
- Ashley Roberts (2003-2010, 2019-2022)
- Kimberly Wyatt (2003-2010, 2019-2022)
- Jessica Sutta (2003-2010, 2019-2022)
- Melody Thornton (2003-2010)